# Friedrich V. (Salm-Kyrburg)
Friedrich V. Ernst Joseph August Fürst zu Salm-Kyrburg (* 5. November 1823 in Paris; † 12. April 1887 in Chelles) war ein Wild- und Rheingraf sowie ein Fürst der Linien Obersalm und Salm-Neufville des Adelsgeschlechtes Salm.

## Leben
Friedrich war einziges leibliches Kind des Fürsten Friedrich IV. zu Salm-Kyrburg und dessen Ehefrau Cécile-Rosalie, geborene Prévost, geschiedene Bablot. Er hatte einen Adoptivbruder. Sein Vater war aufgrund der Bestimmungen der Wiener Kongressakte als ehemaliger Herrscher im Fürstentum Salm ein preußischer Standesherr und als solcher Mitglied der Ersten Kammer des Preußischen Landtags. Dieses Recht trat er 1825 an den Fürsten Konstantin zu Salm-Salm ab. Die Residenz im westfälischen Ahaus, das Schloss Ahaus, wurde im Jahr 1829 veräußert. Die Familie wohnte fortan zurückgezogen und vergleichsweise schlicht in Paris und in Ormesson. Seine Eltern lebten später in Gütertrennung. Seine Mutter bezog ein Landgut in Montmorency.
Friedrich beschritt ein Militärlaufbahn. Er wurde Hauptmann á la suite im Bundeskontingent von Hohenzollern-Sigmaringen, später diente er in der Preußischen Armee im Generalstab unter Karl von Reyher.
Am 21. März 1844 heiratete Friedrich in Ormesson seine ebenbürtige, am 17. Januar 1827 geborene Cousine, die Prinzessin Eleonore Luise Henriette Josephine Karoline de La Trémoille, Tochter des Herzogs Charles-Marie-Joseph de La Trémoille (1764–1839), die bereits am 26. November 1846 verstarb, nachdem sie im Vorjahr den einzigen Sohn des Paars, Friedrich VI., geboren hatte. Mit dem Tode Friedrichs VI. im Jahr 1905 erlosch das Fürstenhaus Salm-Kyrburg.
Wie sein Vater war Friedrich Grande von Spanien I. Klasse. Oft lebte er auf dem Schloss Rennenberg in Linz am Rhein. Er verfasste eine Hauschronika der Fürsten zu Salm-Kyrburg.